# Iljuschin Il-76
Die Iljuschin Il-76 (russisch Ильюшин Ил-76, NATO-Codename: „Candid“) ist ein schweres Transportflugzeug, das in der Sowjetunion entwickelt wurde und bis heute in Russland hergestellt wird. Sie verfügt über vier Strahltriebwerke und ist in der Lage, schweres militärisches Gerät wie Panzer und Geschütze zu transportieren. Die militärische Variante der Il-76 ist mit einer rückwärtigen Geschützkuppel mit zwei 23-mm-Kanonen ausgestattet. Die Besatzung besteht aus sechs bis sieben Mann. Leistungsmäßig ist die Il-76 zwischen der Lockheed C-141 Starlifter und der Boeing C-17 Globemaster III anzusiedeln. Ab Dezember 2011 entwickelte der Hersteller eine modernisierte Version mit der Bezeichnung Il-76MD-90A, die ab Anfang 2015 ausgeliefert wurde.

## Geschichte
Die Entwicklungsarbeiten für ein Nachfolgemodell der An-12 begannen Ende der 1960er Jahre unter Leitung des Chefkonstrukteurs von Iljuschin, Genrich Nowoschilow. Die Maschine sollte 40 t Nutzlast über eine Entfernung von 5000 km befördern können. Die Forderung wurde am 27. November 1967 vom Ministerrat an Iljuschin übergeben. Nach einer Entwurfsüberprüfung durch die staatlichen Stellen im Mai 1969 begann ab Anfang 1970 der Bau des ersten Prototyps im Werk Nr. 240 am Flughafen Chodinka. Der Erstflug des Prototyps (Kennzeichen  СССР-86712) erfolgte am 25. März 1971 durch Eduard Kusnezow vom Flughafen Chodinka aus. Die staatliche Flugerprobung fand von Scheremetjewo aus statt. Im Mai 1971 wurde der Prototyp auf dem 29. Pariser Aerosalon der Öffentlichkeit vorgestellt. Die Serienproduktion begann 1973 in Taschkent, Usbekische SSR (am 8. Mai 1973 hob die erste Serienmaschine ab) und ab 1974 wurde die Maschine an die Transportfliegerkräfte (WTA, etwa 405 Stück) und ab Dezember 1976 an die Aeroflot (über 120) ausgeliefert. Offiziell wurde die Maschine im Frühjahr 1976 in Dienst gestellt.
Im Juli 1975 wurden mit einer Serienmaschine 25 Weltrekorde aufgestellt. So wurde eine Nutzlast von 70 t in eine Höhe von 11.875 m befördert. Über eine Entfernung von 5000 km wurde mit einer Nutzlast von 40 t eine Geschwindigkeit von 816 km/h geflogen.
Außer in der Sowjetunion und ihren Nachfolgestaaten war oder ist die Il-76 in Kuba, im Irak, Iran, Algerien, Indien, Libyen, Ungarn (Kennzeichen HA-TCB, Standort Budapest), Südkorea und Syrien im Einsatz. Verhandlungen mit China über ein Gesamtvolumen von 1,5 Milliarden US$ für 38 Il-76 und Il-78 wurden erfolgreich abgeschlossen.
Offiziell lief die Fertigung für die Sowjetunion 1992 aus, die letzten neuen Maschinen verließen 1997 das Werk. Allerdings konnten nach dem Jahr 2000 wieder Bestellungen aus Indien für 6 Maschinen Il-78MKI und zusätzliche A-50EI gewonnen werden. Die Produktion fand von 1976 bis 1997 in den Tschkalow-Werken (TAPOiTsch, russisch ТАПОиЧ) in Taschkent/Usbekistan statt und wurde 2010 wieder nach Uljanowsk verlagert. In den letzten 30 Jahren wurden etwa 960 Exemplare der Il-76 gebaut, wovon etwa 100 in Länder außerhalb der früheren Sowjetunion exportiert wurden.
Ab Dezember 2011 entwickelte der Hersteller Iljuschin eine modernisierte Version mit der Bezeichnung Il-76MD-90A, das erste Flugzeug dieser Version wurde Anfang 2015 ausgeliefert.
Von der neuesten, modifizierten Version werden fünf Flugzeuge pro Jahr von einem modernen Fließband im Aviastar-SP-Werk in Uljanowsk laufen, anstelle wie früher in Produktionsbuchten. Hierzu wurden die alten sowjetischen Baupläne digitalisiert.
Als Nachfolgermuster für das russische Militär war die Tupolew Tu-330 vorgesehen, die jedoch nicht gebaut wurde.

## Konstruktion

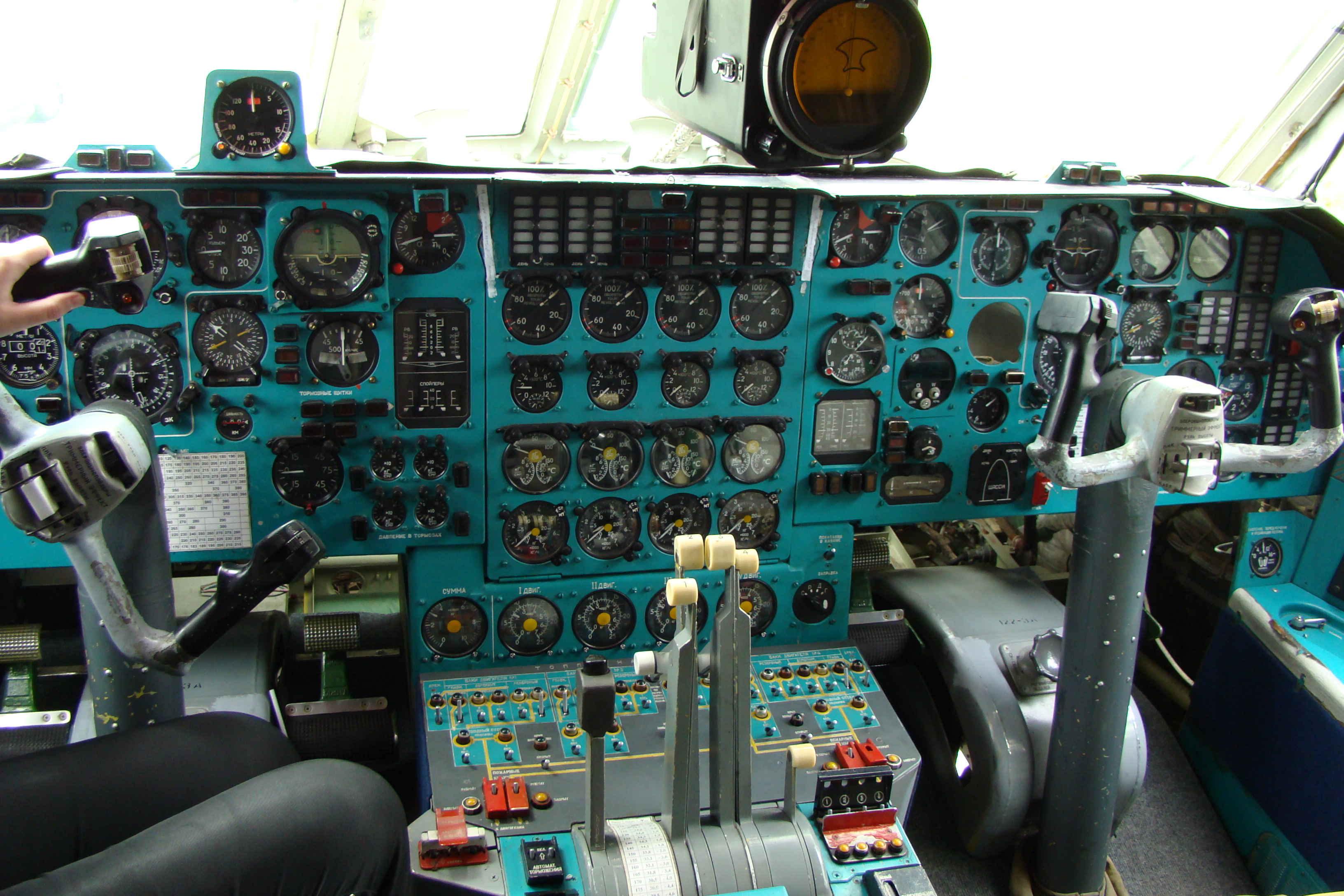
Cockpit einer Iljuschin Il-76MD

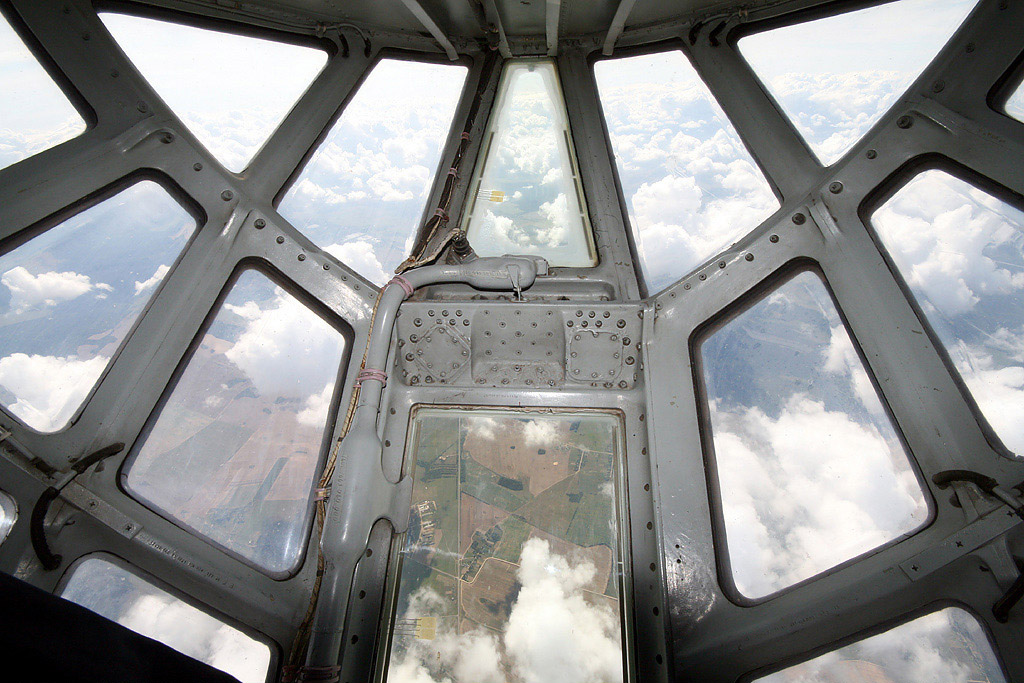
Glaskanzel einer Iljuschin Il-76TD

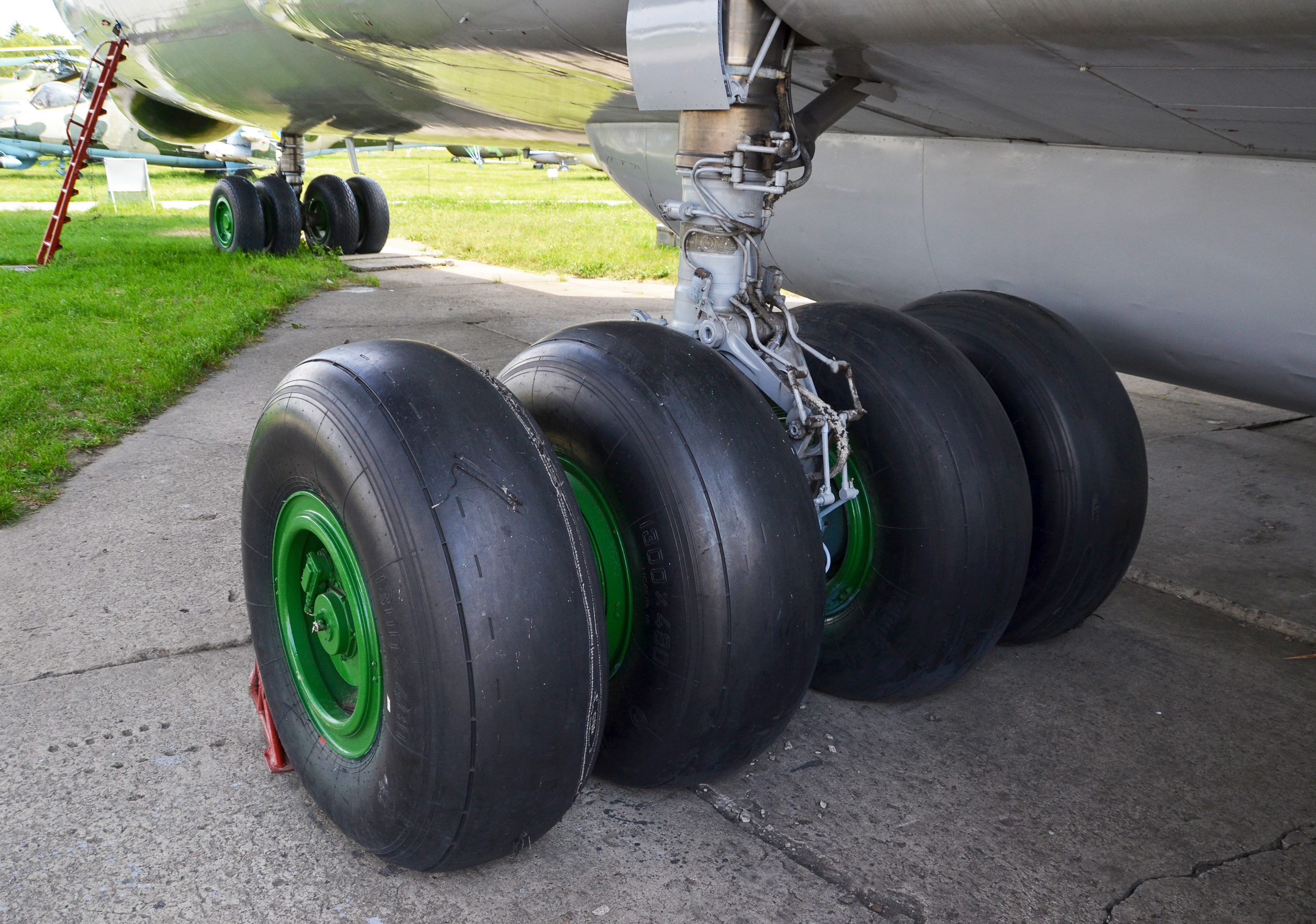
Das linke vordere Hauptfahrwerk einer Il-76MD

Die Il-76 ist ein Schulterdecker mit T-Leitwerk. Die Triebwerke befinden sich an Pylonen unter den Tragflächen. Im unteren Teil der Flugzeugnase sind Sichtfenster für den Arbeitsplatz des Navigators angebracht. Der freitragende dreiholmige Flügel ist um 25° gepfeilt und hat eine negative V-Stellung von 4°. In ihm befinden sich drei Kraftstoffbehälter mit einem Gesamtvolumen von 81.830 l. Die gesamte Flügelvorderkante ist mit Vorflügeln versehen. Für möglichst geringe Landegeschwindigkeiten sind Dreifachspaltklappen an der Hinterseite des Flügels und zur Verkürzung der Rollstrecke nach der Landung sind auf den Tragflächen achtteilige Spoiler angebracht. Die Ruder der Il-76 werden mit Kraftverstärkern angetrieben, sind aber auch auf Handbetätigung umschaltbar.
Das Flugzeug ist für Einsätze bei einem Temperaturbereich von −70 bis +45 °C ausgelegt, kann also sowohl in den Polarregionen als auch im wärmeren Klima der südlichen Regionen Russlands betrieben werden. Dazu werden die Frontscheiben und Nasenkanten elektrisch und die Triebwerkseinläufe mit heißer Zapfluft enteist. Der druckbelüftete Frachtraum ist 20 m lang (Grundversion), hat ein Volumen von 235,28 m³ und einen Querschnitt von 3,4 m × 3,4 m. Als Ladehilfe sind zwei 3-t-Winden und vier Deckenlaufkatzen mit einer Tragfähigkeit von 10 t vorgesehen. Die Heckladerampe besteht aus einer hydraulisch absenkbaren Laderampe und zwei hydraulisch angetriebenen Torschalen. Zur Stabilisierung des Flugzeugs bei Beladungen sind ausfahrbare Stützen vor der Laderampe am Heck angeordnet. Der Kabinenboden ist mit Titanfeldern, Zurrbeschlägen und Rollkugelmatten ausgestattet.
Das Fahrwerk ist für den Einsatz auf unbefestigten Landebahnen konstruiert und kann durch Veränderung des Reifendrucks von 2,5 bis 5 kg/cm² während des Fluges an den Untergrund angepasst werden. Das Hauptfahrwerk hat 16 Räder (acht pro Seite, je vier auf zwei Achsen hintereinander angeordnet) und wird beim Einziehen um 90° geschwenkt. Am Hauptfahrwerk werden Reifen der Dimension 1300 × 480 mm verwendet. Das nach vorn einziehende Bugfahrwerk besteht aus vier Rädern auf einer Achse und 1100 × 300-mm-Reifen. Alle 20 Räder haben hydraulische Bremsen und Antiblockiersysteme.

## Einsatz / Varianten

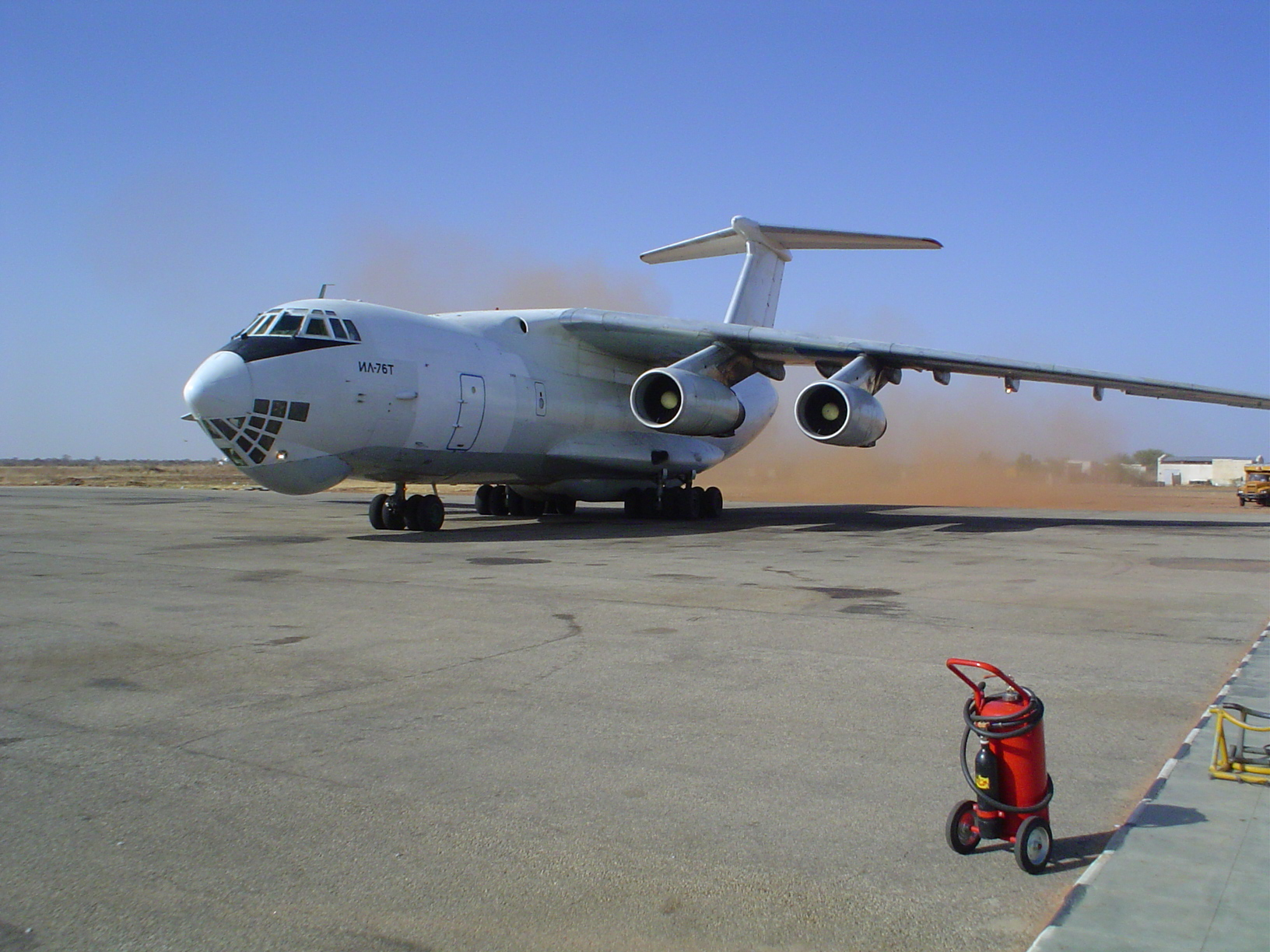
Iljuschin Il-76T am Flughafen Nyala

### Erprobungsvarianten
- Isdelije-176

Prototyp der Il-76PP
- Isdelije-576

Prototyp der Il-76 mit unbekannter Aufgabe.
- Isdelije-676

Prototyp verwendet als Telemetrie- und Kommunikationsübertragungsflugzeug. Es wurde zu Beginn der Erprobungen verwendet.
- Isdelije-776

Weiterer Prototyp, welcher als Telemetrie- und Kommunikationsübertragungsflugzeug zu Beginn der Erprobungen verwendet wurde.
- Isdelije-976 „SKIP“

Die Abkürzung Skip steht für luftgestützte Messprüf- und Überwachungszentrale. Zur Unterstützung der Erprobung des Ch-55 Marschflugkörper sowie von neuen Flugzeugmustern wurden fünf Il-76M mit Radoms analog zur A-50 ausgerüstet.
- Isdelije-1076

Prototyp der Il-76 für Sondereinsätze unbekannter Art.
- Isdelije-1176

Prototyp einer EKF-Variante, ähnlich der Il-76-11.
- Il-76LL

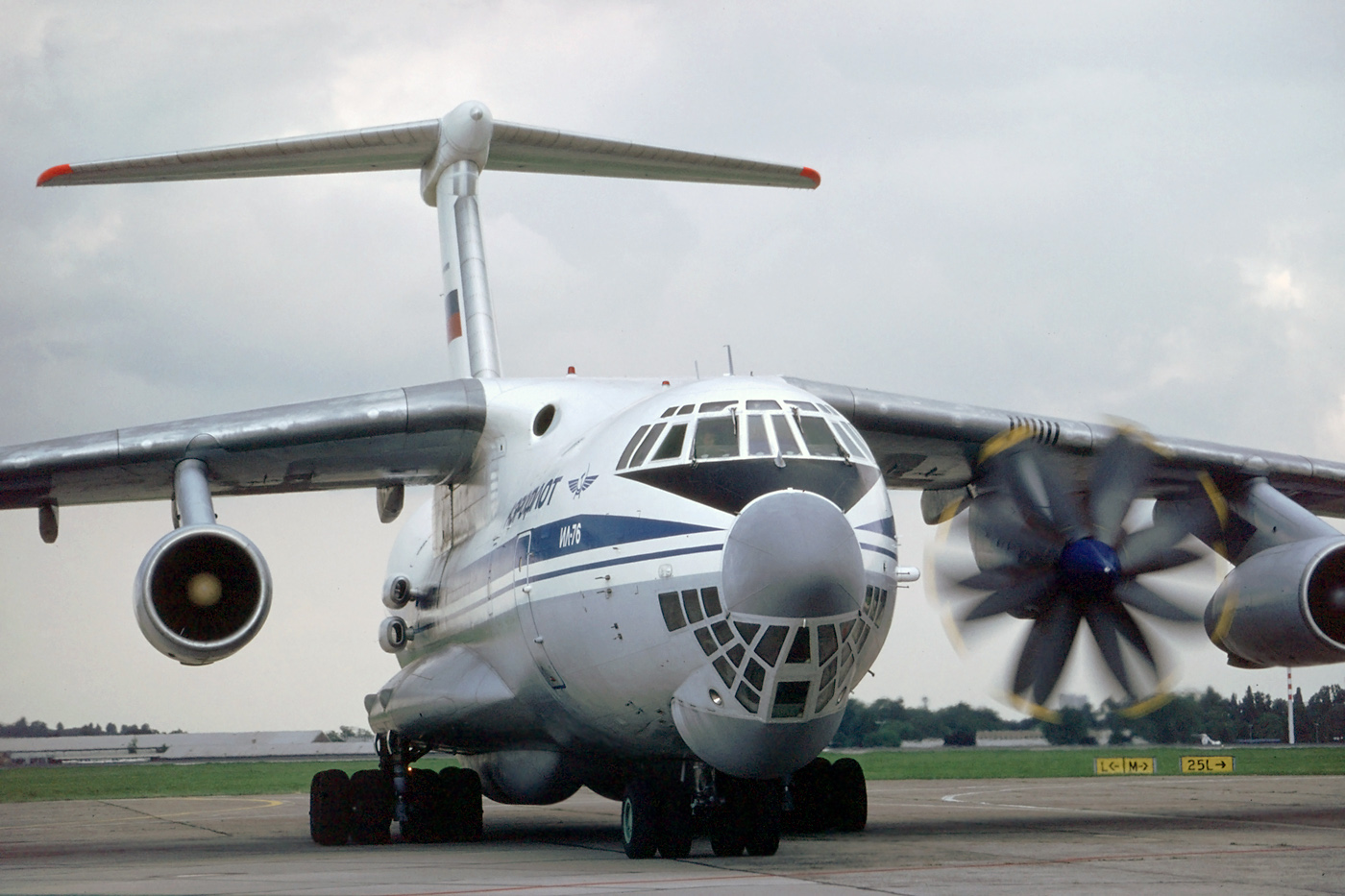
Il-76LL als Versuchsträger für ein D-236T Propfan-Triebwerk (1994)

Die Il-76LL (LL=Letajuschtschi Labor; fliegendes Labor) ist ein fliegender Triebwerkprüfstand mit drei ZTL-Triebwerken Typ Solowjow D-30KP (je 117,7 kN) plus ein Erprobungstriebwerk. Einzelne LLs fungieren als fliegende Prüfstände für ein Laserlabor, elektronische Kampfführung oder ein Synthetic Aperture Radar.
- Il-76PS Seenot-Rettungsflugzeug

Diese Variante basiert auf der Il-76MD, weshalb sie manchmal auch Il-76MDPS genannt wird. Sie verfügt über ein mit zehn Fallschirmen ausgestattetes abwerfbares kleines Schiff. Es wurde lediglich ein Prototyp gebaut. Dessen Erstflug fand am 12. Dezember 1984 statt.

### Militärische Versionen
- Il-76D („Candid“)

Dreiseitenriss

Basisvariante zum Transport von Fallschirmjägern.
- Il-76M („Candid-B“)

Die verbesserte Variante mit verstärkten Tragflächen und zusätzlichen Tanks in den Tragflächen hatte am 24. März 1978 ihren Erstflug.
- Il-76MD („Candid-B“)

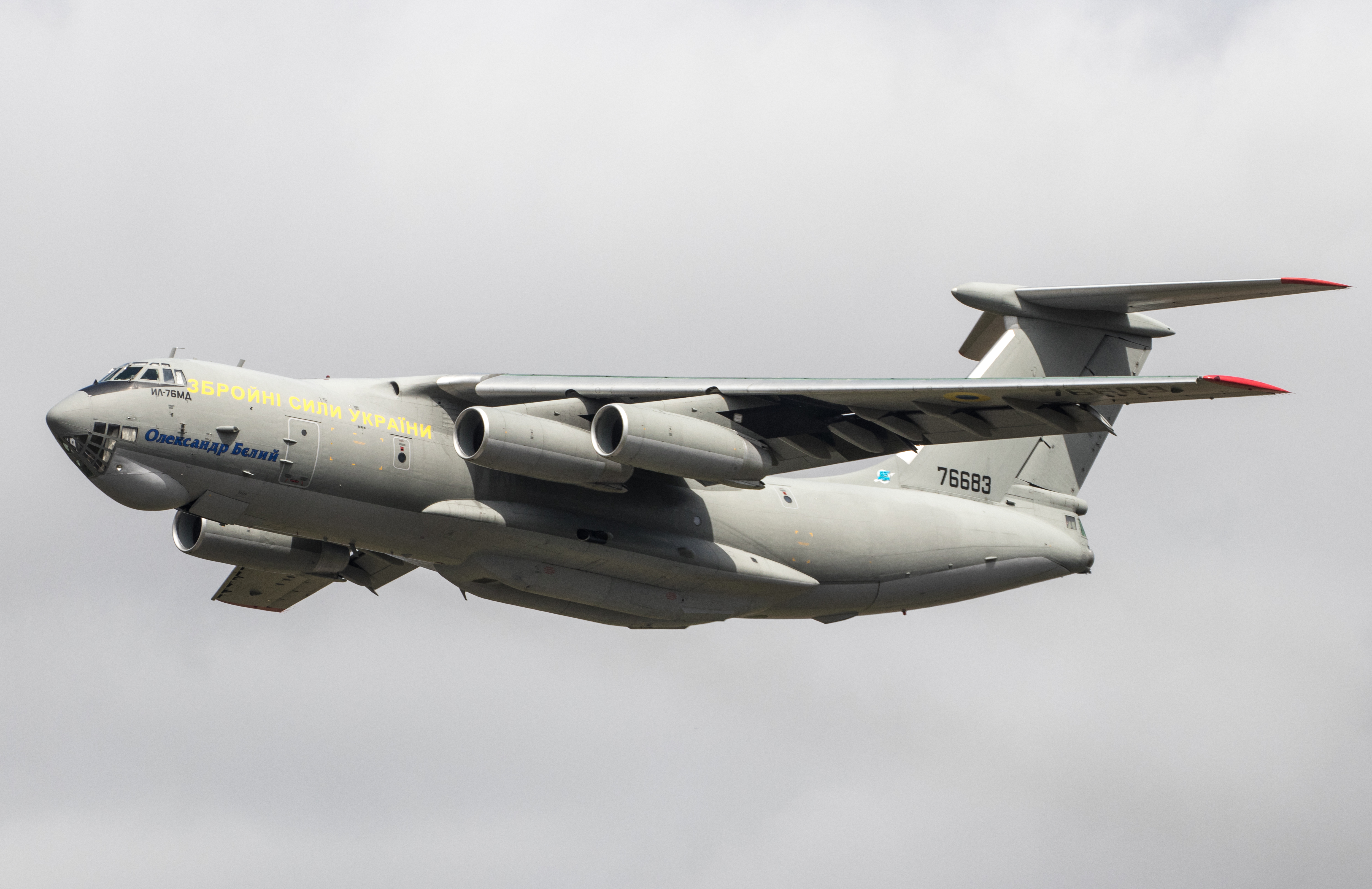
IL-76MD

Sie besitzt eine weiter erhöhte Tankkapazität und eine größere Abflugmasse und ist mit etwas stärkeren Triebwerken ausgestattet. Sie hatte am 6. März 1981 ihren Erstflug. Außerdem basiert auf ihr die chinesische KJ-2000.
- Il-76MT („Candid“)

Zwei Maschinen wurden ab 1983 zu fliegenden Krankenhäusern umgerüstet.
- Il-76MF („Candid“)

Die modernste Weiterentwicklung des Flugzeugs flog erstmals am 1. August 1995. Dieses Modell verfügt über einen um 6,6 m verlängerten Laderaum und über leistungsfähigere, dabei aber sparsamere Triebwerke des Typs PS-90A76. Dies ermöglicht ein erhöhtes Ladegewicht von bis zu 52 t und eine um bis zu 15 % vergrößerte Reichweite (bis 5800 km). Es bestanden Verträge, denen zufolge 2010 die ersten zehn Flugzeuge dieses Typs an die Luftstreitkräfte ausgeliefert werden sollen. Langfristig sollte der Bestand 100 Maschinen umfassen. Es wurden aber nur zwei Maschinen gebaut, die nach Jordanien exportiert wurden.
- Il-76T („Candid-A“)

Erste zivile wie militärische Variante der Il-76. Obwohl sie mit einem Heckabwehrstand ausgerüstet ist, trug sie zivile Kennzeichen und die Markierung der Aeroflot.
- Il-76WKP

Andere Bezeichnung für die Il-82.
- Il-78 („Midas“)

Als Tankflugzeug wird das Flugzeug mit zwei 18.000-Liter-Tanks (28 t Treibstoff), drei Luftbetankungsbehältern (zwei Swesda UPAS-1A Sachalin oder UPAS-1M bei Il-78M und ein PAS-1) und einem Bedienstand im Heck ausgerüstet und ist in der Lage, drei Jagdbomber Suchoi Su-24 gleichzeitig im Flug zu betanken. Bei größeren Flugzeugen wie der Tupolew Tu-22M oder Tupolew Tu-95 wird der dritte Betankungscontainer, der normalerweise unter dem Flügel mitgeführt wird, am linken Rumpfheck befestigt. Die Flügelstationen können etwa 2340 l/min, die Heckstation 4000 l/min übergeben. Diese Tankversion kann jederzeit auf die normale Frachtversion zurückgerüstet werden. Der Erstflug erfolgte am 26. Juni 1983. Die Serienproduktion begann 1984 im staatlichen Flugzeugwerk Nr. 84 in Taschkent. Es wurden bis zum Ende der Produktion 1992 über 40 Stück gebaut, wovon zurzeit wahrscheinlich aber nur etwa zehn einsatzfähig sind. Grund ist unter anderem, dass 23 Stück 1991 in der Ukraine verblieben und zu Frachtflugzeugen zurückgerüstet wurden. Ein einzelnes Exportexemplar für Libyen erhielt die Bezeichnung Il-76E. Eine reine Tankerversion ohne Laderampe und mit verstärkten Flügelwurzeln ist die Il-78M. Ihr Erstflug erfolgte am 7. März 1987. Eine Version des Tankers für Indien erhielt die Bezeichnung Il-76MKI.
- Il-78M-90A

Die Il-78M-90A ist ein aus der zivilen Il-76MD-90A abgeleitetes Tankflugzeug. Es soll vier Flugzeuge gleichzeitig mit Kraftstoff betanken und alternativ für Transportaufgaben genutzt werden können. Rollout des ersten im Aviastar-Werk in Uljanowsk gebauten Flugzeugs war am 29. November 2017. Der Erstflug fand am 25. Januar 2018 statt.
- Berijew A-50

Die DRLO-Frühwarnversion wurde in den späten 1970er Jahren unter der Bezeichnung A-50 bei Berijew in Taganrog unter Leitung von Alexei Konstantinow entwickelt. Dabei nahm das OKB Berijew strukturelle Verstärkungen der Zelle vor. Auf dem Rumpfrücken befindet sich das Radom des Radargerätes WEGA-M Schmel („Hummel“). Damit können bis zu 50 Ziele von der Größe einer MiG-21 auf eine Entfernung von 200 km erfasst und verfolgt werden. Der Prototyp flog erstmals am 19. Dezember 1978, die Produktion begann 1981. Die Antennen zur Kommunikation über Satellit befinden sich unter einer Verkleidung auf dem Rumpf vor den Flügeln. Etwa 30 Flugzeuge wurden solchermaßen umgerüstet.
- Berijew A-60

Versuchsträger für ein fliegendes Laser-Energiewaffensystem zur Abwehr feindlicher Raketen. Das Projekt wurde jedoch aufgrund des Zusammenbruchs der UdSSR eingestellt. Die USA hatten mit dem NKC-135A Laser Lab und der Boeing YAL-1 vergleichbare Projekte. Im Februar 2018 wurde bekannt, dass Russland eine Neuauflage der A-60 in Erwägung zieht.
- Berijew A-100

Nachfolger der Berijew A-50, welche auf der Iljuschin Il-76MD-90A basiert.
- Bagdad-1/2 oder Adnan

Der Irak schuf Ende der 1980er Jahre durch Einbau eines französischen Tigre-G-Radars anstelle der Heckklappe das Frühwarnflugzeug, ein zweites bekam ein Radom auf dem Rumpfrücken und die Bezeichnung Adnan-2 (oder Bagdad-2). Beide Flugzeuge wurden an den Iran abgegeben. Die dort als „Simorgh“ bezeichnete Bagdad-2 stürzte am 22. September 2009 während einer Luftparade bei Teheran ab. Sie war vermutlich auf ein Radarsystem iranischer Fertigung umgerüstet worden. Bagdad-1 ist in Mehrabad stationiert und wird zurzeit (Dezember 2009) noch nicht eingesetzt.
- Il-82 (Il-76WKP)

Zur Leitung für die Atom-U-Boot-Flotte wurden zwei Il-76 mit einer ausfahrbaren 5-km-Antenne zu fliegenden Kommandoständen ausgestattet. Das besondere Kennzeichen dieser Variante ist die auffallende Verkleidung der Satelliten-Antenne auf dem vorderen Rumpfbereich.
- Il-76MD-90

Eine serienreife Variante, welche für den Einsatz mit Luftlandetruppen optimiert ist und mit Perm-PS-90A76-Triebwerken ausgerüstet ist. Sie kann entweder drei Luftlandepanzer oder 128 Fallschirmjäger aufnehmen, in der zweistöckigen Variante 225 Soldaten mit persönlicher Ausrüstung und Waffen. Es wurden zwei Prototypen gebaut. Der Erstflug erfolgte am 5. August 2005.

### Zivile Versionen
- Il-76MDK: Die auch als Il-76K bezeichnete Variante dient als Parabelflugzeug zur Simulation von Schwerelosigkeit bei der Ausbildung von Kosmonauten. Sie besitzt eine verstärkte Rumpfstruktur und einen verkleideten Frachtraum. Der Erstflug erfolgte am 2. August 1981. Es wurden drei Exemplare dieser speziell verstärkten Version gebaut. Sie sind von Swjosdny Gorodok (Sternenstädtchen) nahe Moskau aus im Einsatz. Sie werden hauptsächlich für das Kosmonautentraining verwendet. Anwärter müssen unter Beweis stellen, dass sie mit der Schwerelosigkeit umgehen können.[19]

- Il-76P Feuerlöschflugzeug: Die Feuerlöschvariante verfügt über einen WAP-2 Rüstsatz, der 44.000 kg Löschmittel aufnehmen kann, die durch die geöffnete Heckklappe abgegeben werden.

- Il-76T („Candid-A“): Erste zivile wie militärische Variante der Il-76.

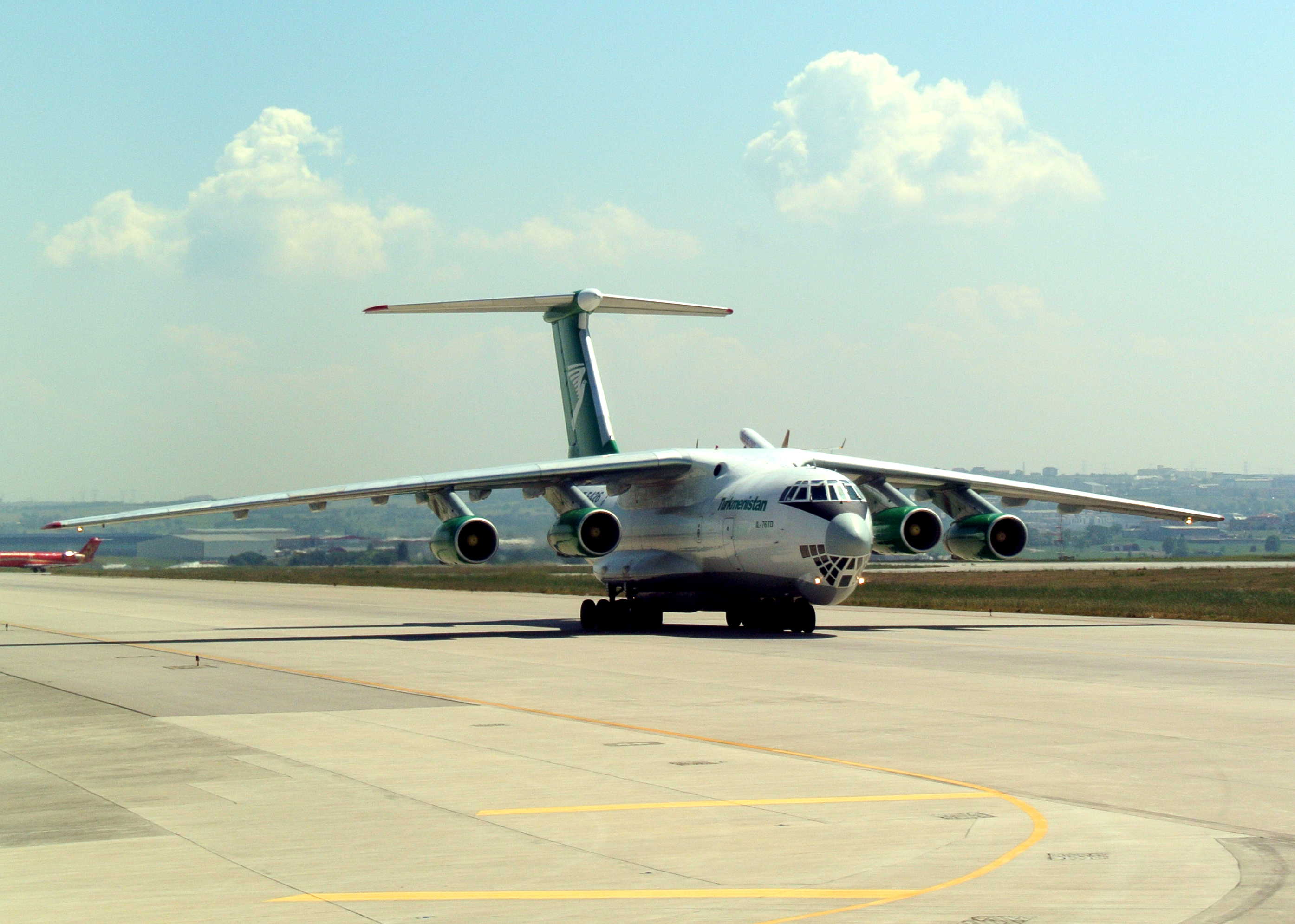
Il-76TD der Turkmenistan Airlines am Flughafen Istanbul-Sabiha Gökçen

- Il-76TD: Zivile Variante der Il-76MD. ihr Erstflug erfolgte am 5. Mai 1982.

- Il-76TF: Zivile Variante der Il-76MF.

- Il-76TD-90WD: Die zivile Variante der Il-76MD-90 ist bei Volga-Dnepr Airlines im Einsatz.

- Il-76MD-90A: Diese Variante basiert auf der Il-76MD. Das Roll-out des ersten Prototyps erfolgte im Dezember 2011 bei Aviastar, der Erstflug am 22. September 2012 in Uljanowsk. Als Antrieb dienen vier Perm PS90A-76s-Triebwerke, darüber hinaus wurden die Tragflächen verstärkt, ein modernes digitales Cockpit eingerüstet und der Rumpf überarbeitet. Die Nutzlast stieg auf 60 Tonnen, der Kerosinverbrauch ist etwa 10 % geringer.[20][3] Diese Version wird auch als IL 476 bezeichnet.[21]

## Bewaffnung

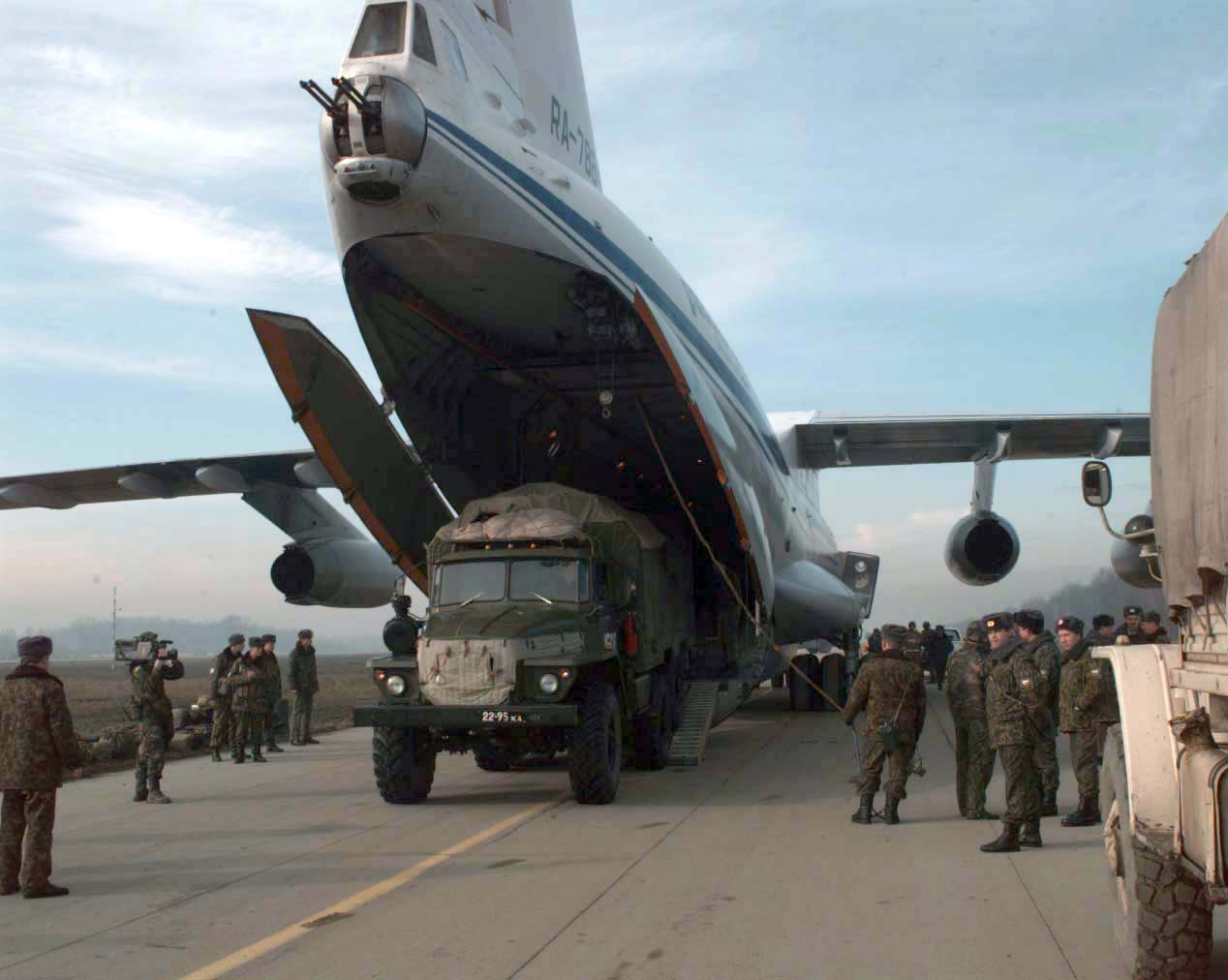
Heck-Maschinenkanonen einer Il-76, Aufnahme aus dem Jahr 1996

- 2 × 23-mm-Maschinenkanone Grjasew-Schipunow GSch-23 in Zwillingslafette mit 150 Schuss Munition im Heckstand, die über ein optisches Zielvisier manuell vom Heckschützen bedient wird. Der Einbau erfolgte nur in Militärvarianten und umfasste eine separate Druckkabine des Typs „UKU-9K-502-1“. Zur Steuerung wird das oberhalb der Kanzel eingebaute Feuerleitradar PRS-4 „Krypton“ verwendet.[22]
- 2 × FAB-500 (500-kg-Freifallbombe) an zusätzlichen Aufhängepunkten.

Selbstverteidigungssysteme
- 6 × Radarwarnsensor ab Il-76M
- 1 × IFF-Antenne auf Nase vor Cockpit
- 2 × Täuschkörperwerfer Artem ASO-2I (32 × 50 mm IR-Täuschkörper)[23]

## Zwischenfälle (Auswahl)
- Am 25. Dezember 1979, dem ersten Tag der sowjetischen Intervention in Afghanistan, wurden beim Unfall einer IL-76M der sowjetischen Luftstreitkräfte (Luftfahrzeugkennzeichen CCCP-86036) nahe einem Berg bei Kanzak (nordöstlich von Kabul) alle 48 Personen an Bord getötet (die zehnköpfige Besatzung und 38 Fallschirmjäger). Die vom Flughafen Taschkent-Juschny kommende Maschine wurde bei diesem CFIT (Controlled flight into terrain) im Anflug auf den Militärflugplatz Bagram in einen 36 km entfernten Berg geflogen. Es gab keine Navigationshilfen (Funkfeuer), und die Besatzung war mit Zielflugplatz und Gelände nicht vertraut.[24]

- Am 19. August 1996 kam es kurz nach dem Start einer Il-76T der russischen SPair (RA-76513) vom Flughafen Belgrad zu einem Totalausfall der Bordelektronik. Die Piloten kehrten um und kreisten zweieinhalb Stunden über dem Flughafen, wobei sie in der Dunkelheit und bei dichten Wolken mehrere Notlandungen versuchten. Die Maschine stürzte schließlich in ein Maisfeld und brannte aus, wobei alle 11 Insassen starben. Als Ursache wurde ermittelt, dass die Flugbesatzung vergessen hatte, den Spannungswandler (AC/DC) einzuschalten, sodass sich die Batterien vollständig entluden. Einem Bericht der New York Times zufolge sollte mit der Maschine ein illegaler Waffentransport nach Libyen unter Umgehung der UN-Sanktionen durchgeführt werden (siehe auch SPair-Flug 3601).[25]

- Am 12. November 1996 kollidierten eine in Delhi gestartete Boeing 747-100 der Saudi Arabian Airlines (HZ-AIH) und eine im Anflug befindliche Il-76TD der Kazakhstan Airlines (UN-76435), die ihre zugewiesene Flughöhe verlassen hatte, in der Luft. Alle 349 Personen in beiden Flugzeugen starben (siehe auch Flugzeugkollision von Charkhi Dadri).

- Am 27. November 1997 verunglückte eine Il-76MD der russischen Luftwaffe (RA-78804) kurz nach dem Start vom Flughafen Abakan. Bei dem Unfall kamen alle 23 Insassen ums Leben.[26]

- Am 8. Dezember 2002 richtete der Taifun Pongsona auf dem Flughafen Guam-Antonio B. Won Pat große Schäden an. Auf dem Flughafen wurden u. a. drei geparkte Flugzeuge zerstört, darunter die Iljuschin Il-76 RA-76758 der Volga-Dnepr Airlines sowie zwei in einem Hangar befindliche Short 330 der Freedom Air (Guam) (N51AN, N76NF).[27]

- Am 19. Februar 2003 prallte eine iranische Il-76MD mit 257 Soldaten der iranischen Revolutionsgarde und 18 Besatzungsmitgliedern an Bord gegen einen Berg; alle Insassen kamen dabei ums Leben. Die Maschine war auf dem Flug von Zahedan nach Kerman.[28]

- Am 8. Mai 2003 transportierte eine ukrainische Il-76 der Ukrainian Cargo Airways (UR-UCB) neben Fahrzeugen auch zahlreiche Soldaten und Zivilisten. Nach dem Start in Kinshasa öffnete sich die Ladeluke, so dass mehrere Menschen – offiziell 7, inoffiziell bis etwa 120 – aus dem Flugzeug fielen. Die Maschine drehte anschließend wieder nach Kinshasa um, wo sie landen konnte.[29][30]

- Am 4. März 2004 stürzte eine Il-76MD der ukrainischen Azov-Avia Airlines (UR-ZVA) beim Start vom Flughafen Baku (Aserbaidschan) ab. Der Flugingenieur hatte entgegen seiner Ansage weder die Landeklappen noch die Vorflügel ausgefahren, so dass beide beim Start eingefahren blieben. Nach dauerndem Ziehen des Kapitäns an der Steuersäule hob die Maschine schließlich mit etwa 300 km/h ab, berührte jedoch mit der linken Tragfläche die Startbahn. Als der Flugingenieur seinen Fehler bemerkte, begann er die Auftriebshilfen auszufahren, ohne dies anzusagen. Dann jedoch zog er alle 4 Schubhebel auf Leerlauf, erneut ohne Ansage. Nach weiteren drei Sekunden stellte er alle Triebwerke ganz ab. Der Kapitän rief dreimal „Takeoff!“, aber da alle Triebwerke schon abgestellt waren, stürzte das Flugzeug nach 490 Metern Flug zu Boden. Von den sieben Besatzungsmitgliedern, den einzigen Insassen auf dem Frachtflug, wurden 3 getötet (siehe auch Flugunfall der Azov-Avia bei Baku).[31]

- Am 18. Mai 2004 stürzte eine Il-76TD der Silk Way Airlines (4K-AZ27) kurz nach dem Start vom Flughafen Ürümqi-Diwopu (Uigurisches Autonomes Gebiet Xinjiang, China) ab. Alle sieben Insassen kamen ums Leben.[32]

- Am 9. März 2009 stürzte eine Il-76T der Aerolift mit dem Luftfahrzeugkennzeichen (S9-SAB) aus São Tomé und Príncipe mit Hilfsgütern für die African Union Mission to Somalia nach dem Start auf dem Flughafen Entebbe in den Victoriasee. Dabei kamen 11 Besatzungsmitglieder ums Leben.[33]

- Am 1. November 2009 stürzte eine unbeladene Il-76 kurz nach dem Start aus etwa 20 Metern Höhe nahe der russischen Stadt Jakutsk ab. Zum Zeitpunkt des Unfalls herrschten etwa −24 °C. Insgesamt starben elf Menschen, nachdem die Maschine kurz nach dem Start gegen einen Schutthügel prallte und dann auf unbewohntem Gebiet abstürzte. Die Maschine sollte Einsatzkräfte aus dem Nordkaukasus holen.[34]

- Am 27. November 2010 (UTC) stürzte die Il-76TD mit dem Kennzeichen 4L-GNI der georgischen Sun Way kurz nach dem Start vom Flughafen Karatschi, Pakistan in ein angrenzendes Wohngebiet. Auslöser war ein Triebwerkschaden des rechten Außenmotors (Triebwerk 4), bei dem sich dieser zerlegte und vermutlich einen Teil der Landeklappen beschädigte. Alle acht Menschen an Bord starben, am Boden weitere drei. Die Maschine war um fünf Tonnen überladen. Auf mehreren vorhergegangenen Flügen bedurfte es jeweils etlicher Versuche sowie des Einschaltens der Triebwerkenteisung, um das Triebwerk 4 überhaupt in Gang zu bekommen. Die Explosion des Motors wurde dann ausgelöst durch einen korrosionsbedingten Ermüdungsbruch in der zweiten Verdichterstufe. Im Unfallbericht wird auch darauf hingewiesen, dass die technischen Bordbücher für Flugzeug und Triebwerke nicht verfügbar waren, dass bei allen vier Triebwerken die vorgeschriebene Überholungszeit überfällig gewesen war und das gesamte Flugzeug seine – ohne weitere Wartung – maximal erlaubte Betriebszeit schon um sechs Jahre überschritten hatte (siehe auch Sun-Way-Flug 4412).[35][36][37]

- Am 6. Juli 2011 wurde eine Il-76TD der Silk Way Airlines (4K-AZ55) während eines Frachtfluges von Baku zur Bagram Air Base in Afghanistan beim Anflug in einen Berg geflogen (Controlled flight into terrain) und brannte aus. Keines der neun Besatzungsmitglieder überlebte den Unfall.[38]

- Am 30. November 2012 flog eine Il-76T der armenischen Aero-Service (EK-76300) im Anflug auf den Flughafen Brazzaville Maya-Maya (Kongo) einen Kilometer vor der Landebahn in ein Wohngebiet. Dabei kamen alle 7 Insassen der Maschine ums Leben, 25 Menschen am Boden wurden getötet und 14 weitere teils schwer verletzt.[39]

- Am 14. Juni 2014 schossen vermutlich prorussische Separatisten im Osten der Ukraine eine Il-76 der ukrainischen Luftwaffe beim Landeanflug auf den Flughafen der Stadt Luhansk mit Boden-Luft-Raketen des Typs 9K38 Igla und schwerem MG-Feuer ab. Die 40 ukrainischen Soldaten und 9 Crewmitglieder an Bord kamen dabei ums Leben.[40]

- Am 1. Juli 2016 verunglückte eine Il-76TD (RA-76840) des Ministeriums der Russischen Föderation für Katastrophenschutz in einem Waldgebiet in der Nähe von Ujan, Rajon Katschug. Keines der zehn Besatzungsmitglieder überlebte. Das Flugzeug befand sich auf einem Löscheinsatz und war deshalb mit Löschmitteltanks ausgerüstet, um Waldbrände in der Nähe von Bajandai zu bekämpfen (siehe auch Unfall der Il-76 RA-76840 „Nikolai Kamanin“ 2016).

- Am 11. April 2018 stürzte eine Iljuschin Il-76TD der algerischen Luftstreitkräfte (7T-WIV) in der Provinz Blida im Norden von Algerien kurz nach dem Start vom Luftwaffenstützpunkt Boufarik nahe der Hauptstadt Algier auf ein Feld ab, zerbrach und brannte aus. Das Flugzeug konnte nach dem Start nicht an Höhe gewinnen. Alle 257 Insassen, 247 Soldaten und Angehörige und 10 Besatzungsmitglieder starben dabei (siehe auch Flugzeugabsturz bei Boufarik).[41]

- Zwei ukrainische Il-76TD (UR-CMC und UR-CRP) wurden am 25. Juli 2019 auf dem libyschen Militärflugplatz al-Dschufra (Provinz al-Dschufra) zerstört.[42]

- Am 24. Juni 2022 verunglückte eine Il-76MD der Russischen Luftstreitkräfte (RF-78778) bei Rjasan bei der Notlandung. Nach dem Start vom Flugplatz Rjasan-Djagilewo wurde von der Bodenkontrolle bemerkt, dass das Triebwerk Nr. 4 in Flammen stand. Die Besatzung versuchte daraufhin auf einer Wiese zu landen. Vier der neun Besatzungsmitglieder kamen ums Leben.[43]

- Am 30. August 2023 wurden Drohnenangriffe auf den Flughafen Pskow aus der Nacht zuvor gemeldet, bei denen vier Il-76 beschädigt wurden.[44] An zwei dieser Flugzeuge sollen laut einer späteren Meldung Totalschäden entstanden sein.[45]

- Am 23. September 2023 setzte eine Il-76 der malischen Luftwaffe bei der Landung auf dem Flughafen Gao in Mali erst weit hinter dem letztmöglichen Aufsetzpunkt auf, rollte mit hoher Geschwindigkeit über das Ende der Landebahn hinaus, stürzte einen Abhang hinab und ging in Flammen auf. Es wird angenommen, dass neben malischen Soldaten und Militärmaterial auch Wagner-Söldner an Bord waren[46][47][48].

- Am 24. Januar 2024 stürzte eine Il-76 der russischen Luftstreitkräfte bei einem Flug von Tschkalowski nach Belgorod[49] bei Jablonowo (⊙),[50] etwa 50 Kilometer nordöstlich von Belgorod sowie rund 50 Kilometer nördlich der ukrainischen Grenze, ab. Über die Ursachen des Absturzes sowie die Insassen gibt es widersprüchliche Aussagen von ukrainischer und russischer Seite. Angaben dazu können derzeit nicht unabhängig überprüft werden[51] (siehe auch Absturz einer Iljuschin Il-76 in der Oblast Belgorod).

- Am 12. März 2024 brach an einem Triebwerk einer Il-76 der russischen Streitkräfte kurz nach dem Start ein Brand aus. Die Maschine stürzte in der Region Iwanowo ab.[52] (siehe auch Absturz einer Iljuschin Il-76 in der Oblast Iwanowo)

## Technische Daten
| Kenngröße             | Iljuschin Il-76M                                                       | Iljuschin Il-76TD                                              | Iljuschin Il-76MD-90A                                          |
| --------------------- | ---------------------------------------------------------------------- | -------------------------------------------------------------- | -------------------------------------------------------------- |
| Erstflug              | 24. März 1978                                                          | 5. Mai 1982                                                    | 22. September 2012                                             |
| Stückzahl             | 242, davon noch 164 im Dienst, 46 stillgelegt und vier ohne Eigentümer | k. A.                                                          | unter 10 (Stand Juni 2013)                                     |
| Länge                 | 46,59 m                                                                | 46,59 m                                                        | 46,60 m                                                        |
| Flügelspannweite      | 50,50 m                                                                | 50,50 m                                                        | 50,50 m                                                        |
| Höhe                  | 14,76 m                                                                | 14,76 m                                                        | 14,45 m                                                        |
| Tragflügelfläche      | ca. 300 m²                                                             | ca. 300 m²                                                     | ca. 300 m²                                                     |
| Flügelstreckung       | 8,5                                                                    | 8,5                                                            | 8,5                                                            |
| Max. Rumpfdurchmesser | 4,80 m                                                                 | 4,80 m                                                         | 4,80 m                                                         |
| Frachtraumbreite      | 3,46 m                                                                 | 3,46 m                                                         | 3,46 m                                                         |
| Frachtraumhöhe        | 3,40 m                                                                 | 3,40 m                                                         | 3,40 m                                                         |
| Frachtraumlänge       | 20 m                                                                   | 20 m                                                           | 25,75 m                                                        |
| Frachtraumvolumen     | 235,28 m³                                                              | 235,28 m³                                                      | 302,92 m³                                                      |
| Leermasse             | 92.000 kg                                                              | 92.000 kg                                                      | 104.000 kg                                                     |
| Maximale Nutzlast     | 40.000 kg                                                              | 48.000 kg                                                      | 60.000 kg                                                      |
| Maximale Startmasse   | 170.000 kg                                                             | 190.000 kg                                                     | 210.000 kg                                                     |
| Tragflächenbelastung  | 307–567 kg/m²                                                          | 307–633 kg/m²                                                  | 347–700 kg/m²                                                  |
| Triebwerk(e)          | 4 × Solowjow D-30KP mit je 118 kN Schub                                | 4 × Solowjow D-30KP Serie 2 mit je 122 kN Schub                | 4 × PS-90A-76 mit je 142,2 kN Schub                            |
| Höchstgeschwindigkeit | 850 km/h                                                               | 850 km/h                                                       | 850 km/h                                                       |
| Reisegeschwindigkeit  | 750 km/h                                                               | 750 km/h                                                       | 780 km/h                                                       |
| Landegeschwindigkeit  | 220 km/h                                                               | 220 km/h                                                       | 240 km/h                                                       |
| Dienstgipfelhöhe      | 15.500 m                                                               | 15.500 m                                                       | 15.500 m                                                       |
| Reiseflughöhe         | 9.000 m                                                                | 12.000 m                                                       | 12.000 m                                                       |
| Reichweite            | 5.000 km (mit 40 t Zuladung) 4.200 km (mit maximaler Zuladung)         | 5.400 km (mit 40 t Zuladung) 4.400 km (mit maximaler Zuladung) | 6.500 km (mit 40 t Zuladung) 4.000 km (mit maximaler Zuladung) |
| Startrollstrecke      | 850 m                                                                  | 1.700 m                                                        | 1.600 m                                                        |
| Landerollstrecke      | 450 m                                                                  | 1.000 m                                                        | 930 m                                                          |